# Korona Alp 2021/2022
Korona Alp 2021/2022 – pierwsza edycja konkursu w skokach narciarskich kobiet. Rozpoczął się 17 grudnia 2021 w Ramsau, a następnie w dniach 25-27 lutego 2022 odbywał się w Hinzenbach. Turniej był zaliczany do Pucharu Świata kobiet w skokach narciarskich 2021/2022. Cały cykl wygrała Słowenka Nika Križnar.

## Skocznie
| Zdjęcie | Nazwa skoczni      | Miejscowość | K   | HS   | Rekord skoczni | Rekord skoczni | Rekord skoczni | Źr.   |
| Zdjęcie | Nazwa skoczni      | Miejscowość | K   | HS   | Odległość      | Rekordzistka   | Data           | Źr.   |
| ------- | ------------------ | ----------- | --- | ---- | -------------- | -------------- | -------------- | ----- |
|         | Mattensprunganlage | Ramsau      | K90 | HS98 | 96,0 m         | Marita Kramer  | 18.12.2020     | [ 2 ] |
|         | Aigner-Schanze     | Hinzenbach  | K85 | HS90 | 98,0 m         | Sara Takanashi | 07.02.2016     | [ 3 ] |

## Wyniki
W poszczególnych konkursach uwzględniono pierwszą dziesiątkę zawodniczek.
17 grudnia 2021 (Ramsau):
| Poz. | Zawodniczka            | Skok 1 | Skok 2 | Nota łączna |
| ---- | ---------------------- | ------ | ------ | ----------- |
| 1    | Marita Kramer          | 92 m   | 90 m   | 261,0       |
| 2    | Katharina Schmid       | 88,5 m | 90 m   | 256,9       |
| 3    | Urša Bogataj           | 90 m   | 89 m   | 253,3       |
| 4    | Sara Takanashi         | 90,5 m | 88 m   | 251,3       |
| 5    | Ema Klinec             | 88,5 m | 84,5 m | 240,5       |
| 6    | Nika Križnar           | 93,5 m | 96 m   | 238,2       |
| 6    | Daniela Iraschko-Stolz | 87 m   | 90,5 m | 238,2       |
| 8    | Eva Pinkelnig          | 86 m   | 84 m   | 227,3       |
| 9    | Thea Minyan Bjørseth   | 89 m   | 83 m   | 225,2       |
| 10   | Yūka Setō              | 89,5 m | 83 m   | 224,3       |

25.02.2022 (Hinzenbach - konkurs drużynowy):
| Poz. | Reprezentacja                                                                           | Nota łączna |
| ---- | --------------------------------------------------------------------------------------- | ----------- |
| 1    | Austria 1. Chiara Kreuzer 2. Jacqueline Seifriedsberger 3. Lisa Eder 4. Marita Kramer   | 819,0       |
| 2    | Rosja 1. Aleksandra Kustowa 2. Irma Machinia 3. Sofja Tichonowa 4. Irina Awwakumowa     | 783,9       |
| 3    | Słowenia 1. Urša Bogataj 2. Maja Vtič 3. Špela Rogelj 4. Nika Križnar                   | 783,4       |
| 4    | Japonia 1. Yūki Itō 2. Haruka Iwasa 3. Yūka Setō 4. Kaori Iwabuchi                      | 746,1       |
| 5    | Niemcy 1. Luisa Görlich 2. Josephin Laue 3. Anna Rupprecht 4. Selina Freitag            | 710,7       |
| 6    | Norwegia 1. Thea Minyan Bjørseth 2. Silje Opseth 3. Frida Berger 4. Anna Odine Strøm    | 677,9       |
| 7    | Kanada 1. Nicole Maurer 2. Natalie Eilers 3. Alexandria Loutitt 4. Abigail Strate       | 662,4       |
| 8    | Finlandia 1. Julia Tervahartiala 2. Sofia Mattila 3. Jenny Rautionaho 4. Julia Kykkänen | 587,7       |

26.02.2022 (Hinzenbach):
| Poz. | Zawodniczka      | Skok 1 | Skok 2 | Nota łączna |
| ---- | ---------------- | ------ | ------ | ----------- |
| 1    | Urša Bogataj     | 93 m   | 92 m   | 249,7       |
| 2    | Nika Križnar     | 85 m   | 88 m   | 227,7       |
| 3    | Lisa Eder        | 81,5 m | 86,5 m | 212,8       |
| 4    | Frida Westman    | 82 m   | 88 m   | 211,9       |
| 5    | Marita Kramer    | 81,5 m | 81 m   | 208,2       |
| 6    | Yūki Itō         | 81 m   | 83,5 m | 205,7       |
| 7    | Silje Opseth     | 79,5 m | 82,5 m | 204,3       |
| 8    | Sofja Tichonowa  | 81 m   | 85 m   | 202,8       |
| 9    | Abigail Strate   | 83 m   | 78 m   | 202,4       |
| 10   | Anna Odine Strøm | 78,5 m | 83 m   | 200,8       |

27.02.2022 (Hinzenbach):
| Poz. | Zawodniczka                | Skok 1 | Skok 2 | Nota łączna |
| ---- | -------------------------- | ------ | ------ | ----------- |
| 1    | Nika Križnar               | 88,5 m | 92,5 m | 235,3       |
| 2    | Marita Kramer              | 80 m   | 91,5 m | 215,1       |
| 3    | Joséphine Pagnier          | 84,5 m | 85 m   | 212,9       |
| 4    | Frida Westman              | 88,5 m | 84 m   | 210,3       |
| 5    | Sofja Tichonowa            | 83,5 m | 87 m   | 204,9       |
| 6    | Špela Rogelj               | 82 m   | 81,5 m | 202,2       |
| 7    | Lisa Eder                  | 79,5 m | 84 m   | 201,5       |
| 8    | Abigail Strate             | 85 m   | 82,5 m | 200,3       |
| 9    | Jacqueline Seifriedsberger | 81 m   | 85,5 m | 199,6       |
| 10   | Yūki Itō                   | 81 m   | 82 m   | 198,0       |

## Podium klasyfikacji generalnej Korony Alp 2021/2022
| 1. miejsce   | 2. miejsce    | 3. miejsce |
| ------------ | ------------- | ---------- |
| Nika Križnar | Marita Kramer | Lisa Eder  |